# Guaimar de Amalfi
Guaimar al II-lea a fost duce de Amalfi, domnind alături de tatăl său, Manso al II-lea și sub suzeranitatea principelui Guaimar al IV-lea de Salerno, de la 1047, atunci când tatăl său l-a asociat pentru prima dată la conducerea Amalfi, până la depunerea atât a lui, cât și a tatălui din 1052 de către unchiul lui, Ioan al II-lea, eveniment petrecut după asasinarea lui Guaimar de Salerno.